# 收益率曲线

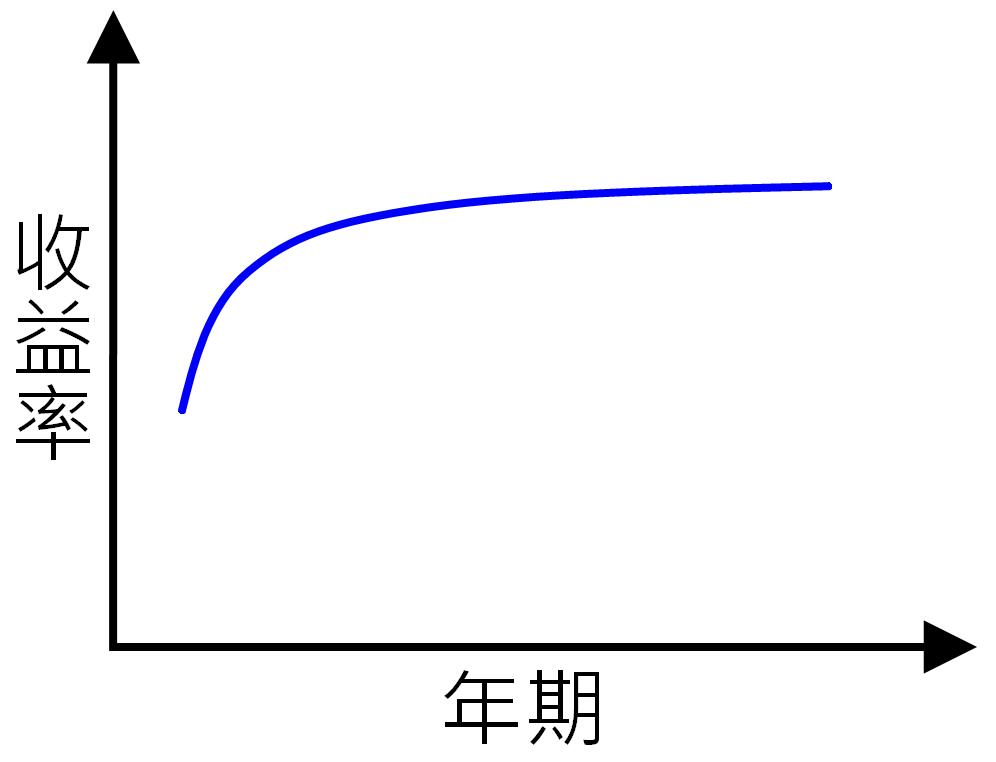
收益率曲线的概念

收益率曲线（Yield curve），又称殖利率曲線、孳息曲線或利率结构曲线，是金融學概念。收益率曲线是描述在某一时点上、一组相似的金融产品（通常是债券）的收益率与其存續期限（duration）之间数量关系的一条曲线。收益率曲线图中的纵轴代表收益率，横轴代表到期期限。金融數學上更嚴謹的探討通常會用利率的期限結構（term structure of interest rates）這個名字。收益率曲線一般是條斜率為正的单调函数。

## 典型的收益率曲線

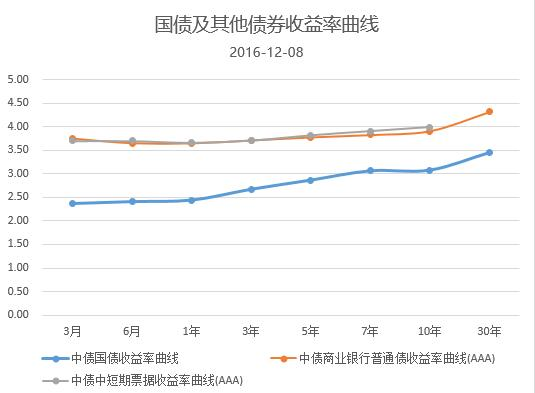
2016年12月中國各種債券的收益率曲線呈現出典型的、向上傾斜之態

收益率曲線一般是條斜率在何點皆為正的曲線。這是因為貸款人一般都希望貨幣資金盡快回籠以提高投資組合的流動性。在忽略其他因素的情況下，期限越久的債券按理需要更高的利率來吸引貸款人。此外，期限越長，對借款人到期時的信用狀況掌握越模糊，借款方違約風險很難排除，故需要提供風險溢價作補償。貸款人偶爾出於各類原因，例如預料近年期無風險利率將急降，會反過來對長年期債券更感興趣。這將導致收益率曲線斜率變成負數，也就是“收益曲線倒掛”。
當通脹預期越高，投資人對未來加息的期望越高，長年期的收益率便會上揚以補償利率風險。此時收益率曲線的斜率增加，甚至出現向上翹（即二階導數為正）的情況。相反，當通脹預期下降，收益率曲線的斜率便會跟隨下降，甚至向下翹（即二階導數為負）。向下翹的收益率曲線也暗示著通脹將在一段日子後趨緩。通常來說，經濟復甦初期的收益率曲線會比較陡峭，並隨著經濟成長和通貨膨脹的實現而趨向平緩。平緩向上而在長年期端趨向平坦是收益率曲線最典型的形態。

## 收益曲線倒掛
收益曲線的斜率是其中一項最能預測未來經濟增長、通脹及經濟衰退的指標。在美國，三個月和十年期的美國國債收益差（其中一種計算收益曲線斜率的方法），被聖路易斯聯邦儲備銀行定期發布。而另一種評鑑斜率的方法，即十年期美國國債收益和聯邦基金利率之差，則由諮詢商會發布。
一般而言，年期越長的債券收益率應該越高。此時，收益曲線斜率為正值，預示著通貨膨脹和經濟增長。相反，當年期較短的收益率比長期的還要高的時候，收益曲線斜率為負值，也就是處於“倒掛”狀態。收益曲線倒掛是經濟衰退的預兆。經濟學家Arturo Estrella和Tobias Adrian的研究確立了收益曲線能有效預測經濟衰退。他們的模型指出，在聯邦儲備局的貨幣政策緊縮週期末期，當十年期美國國債收益率減去三個月美國國庫券收益率是負值或小於93個基點的正值時，接下來的日子很可能出現失業率上升等現象。基於這兩位學者的研究，紐約聯邦儲備銀行每月出版按照收益率曲線所預測的衰退風險概率 。在美國，所有自1970年至今的經濟衰退發生前都出現收益率曲線倒掛的現象。
| 事件               | 倒掛開始日期 | 經濟衰退開始日期 | 從出現倒掛到經濟衰退時間 | 倒掛現象出現時間 | 從經濟衰退開始到被美國全國經濟研究所正式宣布時間 | 從倒掛停止到走出衰退時間 | 經濟衰退時間 | 從走出經濟衰退到被美國全國經濟研究所正式宣布時間 | 斜率最低值 |
|                    |              |                  | 月                       | 月               | 月                                               | 月                       | 月           | 月                                               | 基點       |
| ------------------ | ------------ | ---------------- | ------------------------ | ---------------- | ------------------------------------------------ | ------------------------ | ------------ | ------------------------------------------------ | ---------- |
| 1970經濟衰退       | 68年12月     | 70年1月          | 13                       | 15               | 不適用                                           | 8                        | 11           | 不適用                                           | −52        |
| 1974經濟衰退       | 73年6月      | 73年12月         | 6                        | 18               | 不適用                                           | 3                        | 16           | 不適用                                           | −159       |
| 1980經濟衰退       | 78年11月     | 80年2月          | 15                       | 18               | 4                                                | 2                        | 6            | 12                                               | −328       |
| 1981–1982經濟衰退  | 80年10月     | 81年8月          | 10                       | 12               | 5                                                | 13                       | 16           | 8                                                | −351       |
| 1990經濟衰退       | 89年6月      | 90年8月          | 14                       | 7                | 8                                                | 14                       | 8            | 21                                               | −16        |
| 2001經濟衰退       | 00年7月      | 01年4月          | 9                        | 7                | 7                                                | 9                        | 8            | 20                                               | −70        |
| 2008–2009經濟衰退  | 06年8月      | 08年1月          | 17                       | 10               | 11                                               | 24                       | 18           | 15                                               | −51        |
| 疫情引發的經濟衰退 | 19年5月      | 20年3月          | 10                       | 5                | 4                                                | 未知                     | 未知         | 未知                                             | −52        |
| 自1969年的平均值   |              |                  | 12                       | 12               | 7                                                | 10                       | 12           | 15                                               | −147       |
| 自1969年的標準差   |              |                  | 3.83                     | 4.72             | 2.74                                             | 7.50                     | 4.78         | 5.45                                             | 138.96     |

Estrella等人認為，收益率曲線透過影響銀行資產負債表和影子銀行系統，從而改變經濟週期。由於銀行的期限錯配、借短貸長，收益率曲線倒掛時，銀行陷入需要向短期存款支付高息，同時從長期貸款獲取較低的利息收入的困境，侵蝕銀行的盈利能力和放貸意願，引發信貸危機。反之，當收益率曲線斜率為正時，銀行可以從營運當中獲利，並且積極放貸，最終形成信貸泡沫。

## 中国金融市場收益率曲线的历史
1999年，中央国债登记结算有限责任公司开始编制中国债券收益率曲线。由於中國國債的短期（3個月以下）和超長期（10年以上）的品種相對稀有，加上沒有二級做市商、流動性不足等問題，中國國債的收益率曲線長期以來並未獲得如同他國國債收益率曲線的關注程度和定價影響力。終於在2014年11月2日，中华人民共和国财政部在其官方网站首次发布中国关键期限的国债收益率曲线並“以此标准为金融市场定价提供基础，以国债收益率曲线为基础为其他各类金融资产提供基准价格……为我国金融市场发展和宏观经济形势分析的重要参考指标”。2016年6月15日，中国人民银行也開始在官網上轉載中央国债登记结算有限责任公司編制的中国国债及其他债券收益率曲线。
2017年5月，由於短期流動性貧乏和加強監管銀行體系，中國國債收益曲線曾一度在中長年期部分出現倒掛情形。2017年7月，香港銀行同業拆息的短年期部分也短暂出現了倒掛。